# Scott Loftin
Scott Marion Loftin, född 14 september 1878 i Montgomery, Alabama, död 22 september 1953 i Highlands, North Carolina, var en amerikansk demokratisk politiker och jurist. Han representerade delstaten Florida i USA:s senat från 26 maj till 3 november 1936.
Loftin studerade vid Washington and Lee University. Han studerade sedan juridik och inledde 1899 sin karriär som advokat i Pensacola. Han var åklagare för Escambia County, Florida 1904-1917.
Senator Park Trammell avled 1936 i ämbetet och Loftin blev utnämnd till senaten. Han efterträddes som senator senare samma år av Charles O. Andrews.
Loftins grav finns på Oaklawn Cemetery i Jacksonville.